# Киїк-Коба
Ки́їк-Ко́ба (крим. Kiyik Qoba, «Дика печера») — двошарове середньопалеолітичне поселення в гроті на річці Зуя в Білогірському районі Криму. Киїк-Коба є найдавнішою пам'яткою неандертальського поселення на території України.
Грот Киїк-Коба утворився під впливом просочування ґрунтових вод і вивітрювання. Грот знаходиться під карнизом високого плоскогір'я одного з відрогів Довгоруківської яйли, на висоті близько 90 м над гірською річкою Зуя, на її правому березі за 25 км на схід від Сімферополя. Грот схований у лісових заростях і серед скелястих обвалів. Недалеко від грота є джерело.
Пам'ятку відкрив і досліджував Гліб Бонч-Осмоловський в 1924—1926. У нижньому культурному шарі (ранньомустьєрський час) знайдені невеликі крем'яні знаряддя, кістки тварин — гігантського й шляхетного оленя, сайги, диких коней, осла й інших. Виявлені також залишки стінки, спорудженої в мустьєрський час для захисту мешканців грота від холодних вітрів. Збереглися сліди древніх вогнищ: у нижньому шарі виявлене одне вогнище, у верхньому — три очажка. Усюди в границях житлової площі зустрічаються: розколотий кремінь, знаряддя, кістки тварин, вугіллячка.
У видовбаному у скелястому дні грота заглибленні знайдене поховання неандерталки, так званого класичного типу, що лежала на правому боці зі злегка підігнутими ногами (збереглися кості стіп, гомілки й зуб). Поблизу розташовувалося поховання однорічної дитини, теж покладеної у скорченому, «утробному» положенні. Подібні поховання зустрічаються й на інших найдавніших стоянках Криму.
Мешканці обох шарів Киїк-Коби полювали на велетенського та благородного оленів, коня, віслюка, сайгака тощо, виготовляли кременеві знаряддя — гостроконечники, скребла, ножі
Під час існування поселення верхнього шару (бл. 60 тис. років тому) був побудований штучний заслін, який поліпшив умови існування в гроті.

Належить до пам'яток східноєвропейського пара-мікока разом з такими стоянками: Орел, Ільська, Суха Мечетка, Баракаївська, Киїк-Коба IV, Пролом I, Буран-Кая-III, ГАБО, Старосілля, Ріпічени-Ізвор і інші. Культура стоянки Мира має більша подібність із киїк-кобинською індустрією Східного Криму, підстава чого вбачається в технології (відщіпове розщеплення, технологія двосторонньої заготівлі) і типології (специфічні типи конвергентних знарядь двосторонньої обробки й виробів на відколах). Датування останніх виробів — близько 28 000 року до н.е. Після цього археологічні пам'ятки на території Криму маловідомі до 18,000 р. до РХ. Вбачається міграція населення, що асоціювалася з Киїк-коба на північ через дніпровську стоянку Орел, і початок ними Стрілецької культури.

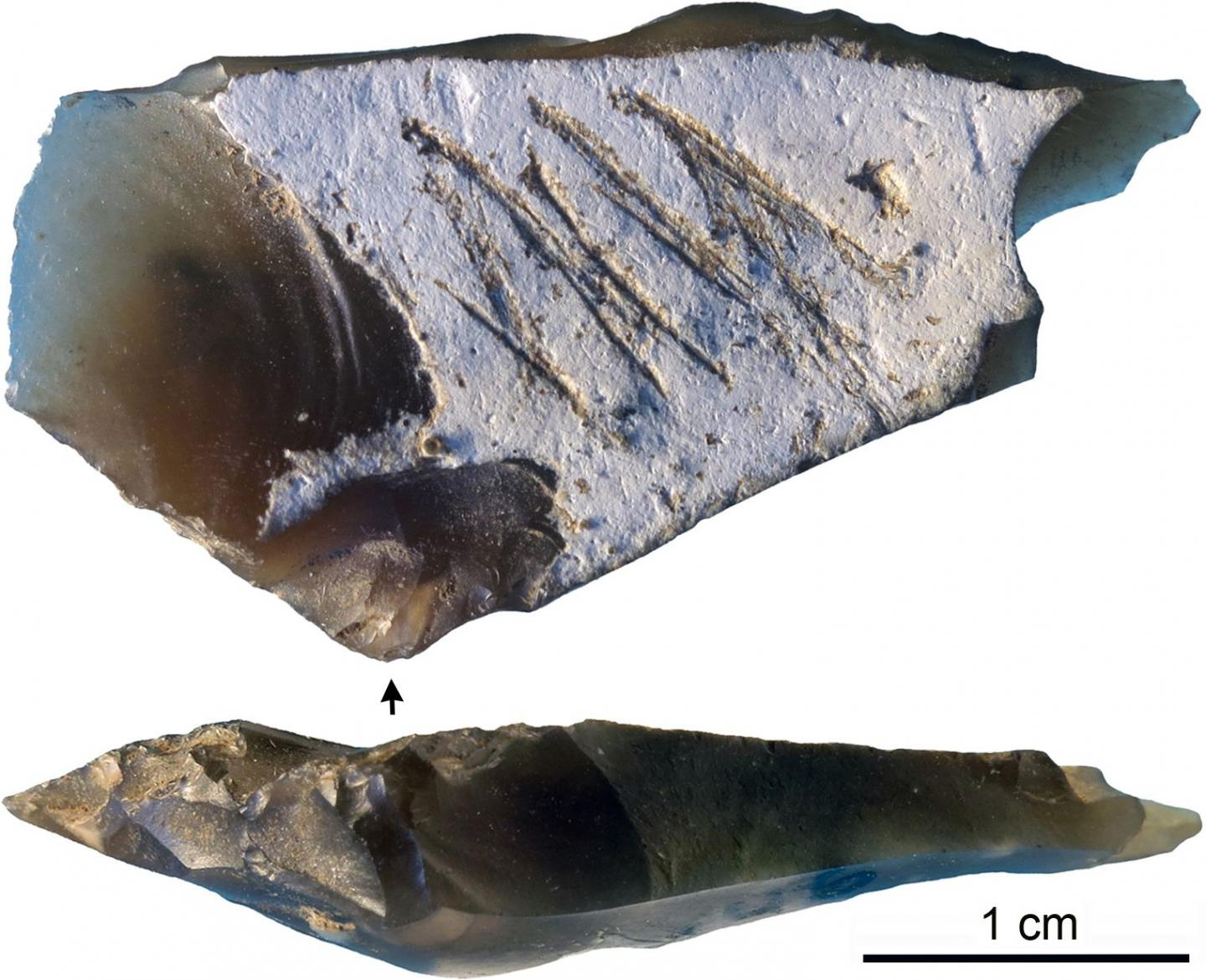
Кіїк-Коба. Крем'яна парамікокська зброя з насічками із шару IV.